# 고촌초등학교
고촌초등학교는 대한민국 경기도 김포시 고촌읍 신곡리에 있는 공립 초등학교이다.

## 학교 연혁
| 1934년 | 5월 20일  | 고촌공립보통학교 개교(설립인가 1월 25일, 고촌읍 은행영사정로23번길 23) |
| 1938년 | 4월 1일   | 고촌공립심상소학교로 교명 변경                                         |
| 1941년 | 4월 1일   | 고촌공립국민학교로 교명 변경                                           |
| 1950년 | 4월 1일   | 고촌국민학교로 교명 변경                                               |
| 1957년 | 4월 20일  | 금란국민학교 분리(8학급)                                               |
| 1981년 | 3월 7일   | 병설유치원 개원                                                        |
| 1996년 | 3월 1일   | 고촌초등학교로 개명                                                    |
| 2008년 | 3월 1일   | 학교신축(BTL) 이전                                                     |
| 2008년 | 3월 1일   | 신곡초등학교 분리(6학급)                                               |
| 2009년 | 2월 26일  | 어학실 환경구성 사업                                                   |
| 2009년 | 2월 27일  | 도서관 활성화 및 환경개선 사업                                         |
| 2009년 | 11월 17일 | 영어 체험 학습관 설치                                                  |
| 2016년 | 5월 11일  | 1층 현관 수생생태학습장 조성                                           |
| 2016년 | 6월 13일  | 2층 베란다 쉼터 조성                                                   |
| 2017년 | 1월 20일  | 미술실 환경 정비, 학습준비물 지원센터 설치 운영                        |
| 2017년 | 2월 28일  | 이동식 방송장비 시스템 구축                                            |
| 2017년 | 12월 26일 | 도서실 및 컴퓨터실 환경개선 사업                                       |
| 2019년 | 3월 4일   | 제26대 박현식 교장 부임                                                |
| 2020년 | 1월 7일   | 제82회 졸업식 ( 졸업생 누계 7,609명 )                                  |
| 2020년 | 3월 2일   | 25학급 편성, 특수 1학급, 유치원 2학급 편성                             |

## 이전 이후
이전 이후, 옛 고촌초등학교 자리에는 신곡중학교를 거쳐 고촌읍행정복지센터, 한양수자인아파트가 들어서 있다.

## 참고 자료
- 고촌초등학교 - 한국교육학술정보원 학교알리미